# Sean Longstaff
Sean Longstaff, né le 30 octobre 1997 à Newcastle upon Tyne, est un footballeur anglais qui évolue au poste de milieu de terrain à Leeds United.

## Biographie
Né à Newcastle, Sean Longstaff vient d'une famille de sportif. Son père, David Longstaff est hockeyeur professionnel et international britannique et de Michelle est une joueuse de netball et son oncle Alan Thompson est footballeur professionnel. Il est l'ainée de Matthew Longstaff, devenu lui aussi footballeur professionnel
Formé à Newcastle United, Longstaff enchaîne deux prêts, le premier au club écossais de Kilmarnock en 2016-2017, le deuxième en Angleterre au sein du club de Blackpool en 2017-2018.
Il est inclus en équipe première de Newcastle par l'entraîneur espagnol Rafael Benítez au cours de la saison 2018-2019, durant laquelle il prend part à treize matchs.
En juillet 2025, après vingt ans dont huit saisons en professionnels et plus de 200 matchs sous les couleurs des magpies, il quitte son club formateur et signe au Leeds United pour quatre saisons et un montant estimé de douze millions d'euros. Devenu remplaçant, il prend la décision de relever un nouveau challenge et permet à son club formateur d'être indemnisé à un an du terme de son contrat.

## Statistiques
| Saison                | Club                  | Championnat             | Championnat | Championnat | Coupe nationale | Coupe nationale | Coupe de la Ligue | Coupe de la Ligue | Compétition(s) continentale(s) | Compétition(s) continentale(s) | Compétition(s) continentale(s) | Total | Total |
| Saison                | Club                  | Division                | M.          | B.          | M.              | B.              | M.                | B.                | Comp.                          | M.                             | B.                             | M.    | B.    |
| 2018-2019             | Newcastle United      | Premier League          | 9           | 1           | 3               | 1               | 1                 | 0                 | -                              | -                              | -                              | 13    | 2     |
| 2019-2020             | Newcastle United      | Premier League          | 23          | 1           | 6               | 1               | -                 | -                 | -                              | -                              | -                              | 29    | 2     |
| 2020-2021             | Newcastle United      | Premier League          | 22          | 0           | 1               | 0               | 4                 | 0                 | -                              | -                              | -                              | 27    | 0     |
| 2021-2022             | Newcastle United      | Premier League          | 24          | 1           | 1               | 0               | 1                 | 0                 | -                              | -                              | -                              | 26    | 1     |
| 2022-2023             | Newcastle United      | Premier League          | 33          | 1           | 2               | 2               | 6                 | 0                 | -                              | -                              | -                              | 41    | 3     |
| 2023-2024             | Newcastle United      | Premier League          | 35          | 6           | 4               | 1               | 2                 | 0                 | C1                             | 5                              | 1                              | 46    | 8     |
| 2024-2025             | Newcastle United      | Premier League          | 25          | 0           | 2               | 0               | 5                 | 0                 | -                              | -                              | -                              | 32    | 0     |
| Sous-total            | Sous-total            | Sous-total              | 171         | 10          | 19              | 5               | 19                | 0                 | -                              | 5                              | 1                              | 214   | 16    |
| 2016-2017             | Kilmarnock FC (prêt)  | Scottish Premier League | 16          | 3           | 1               | 0               | -                 | -                 | -                              | -                              | -                              | 17    | 3     |
| 2017-2018             | Blackpool FC (prêt)   | League One              | 42          | 8           | 2               | 1               | 1                 | 0                 | -                              | -                              | -                              | 45    | 9     |
| Total sur la carrière | Total sur la carrière | Total sur la carrière   | 229         | 21          | 22              | 6               | 20                | 0                 | -                              | 5                              | 1                              | 276   | 28    |

## Palmarès
Sous les couleurs de Newcastle United, Sean Longstaff remporte la Coupe de la Ligue en 2025 après avoir été finaliste en 2023.